# Gregory Halpern
Gregory Halpern est un photographe américain, né en 1977 à Buffalo dans l’état de New York.

## Biographie
Gregory Halpern est diplômé d'une licence à l’université Harvard et d’un master du California College of the Arts. Il enseigne la photographie à l’Institut de technologie de Rochester.
En 2018, Gregory Halpern devient membre associé de l’agence Magnum Photos,.
En 2019, il est sélectionné par la fondation d’entreprise Hermès pour une résidence artistique qu’il effectue en Guadeloupe. Le travail qui en résulte est exposé en 2020 à la Fondation Henri Cartier-Bresson à Paris.

## Publications
- Harvard Works Because We Do, préface de Studs Terkel, W.W. Norton/Quantuck Lane, 2003
- Omaha Sketchbook, 2009
- A, J&L Books, 2011
- East of the Sun, West of the Moon, Etudes Books (avec Ahndraya Parlato), 2014
- ZZYZX, Mack Books, 2016
- Confederate Moons, TBW Books, 2018
- Let the sun beheaded be, texte de Clément Chéroux, Aperture, 2020  (ISBN 978-1597114905)

## Expositions
Liste non exhaustive
- 2015 : California, Galerie Wouter van Leeuwen, Amsterdam, Pays-Bas
- 2016 : IN[DI]VISIBLE, Musée de la photographie d’Anvers (FOMU), Belgique
- 2017 : Speech, Pace/MacGill Gallery, New York, États-Unis
- 2017 : ZZYZX, Webber Gallery Space, Londres, Grande-Bretagne
- 2018 : Confederate Moons, galerie Wouter van Leeuwen, Amsterdam, Pays-Bas
- 2020 : Let the Sun Beheaded Be (Soleil cou coupé), Fondation Henri Cartier-Bresson, Paris[3].

## Prix et récompenses
- 2014 : Bourse Guggenheim des arts pour les États-Unis et le Canada[4].
- 2016 : prix du livre de l’année de Paris Photo et Aperture Foundation pour son livre ZZYZX[5].
- 2020 : Prix Élysée 2018 – 2020, pour son projet Omaha Sketchbook[6].